# Knjižnica Velenje
Knjižnica Velenje je osrednja splošna knjižnica s sedežem na Šaleški cesti 21 v Velenju. 